# Egon Klepsch

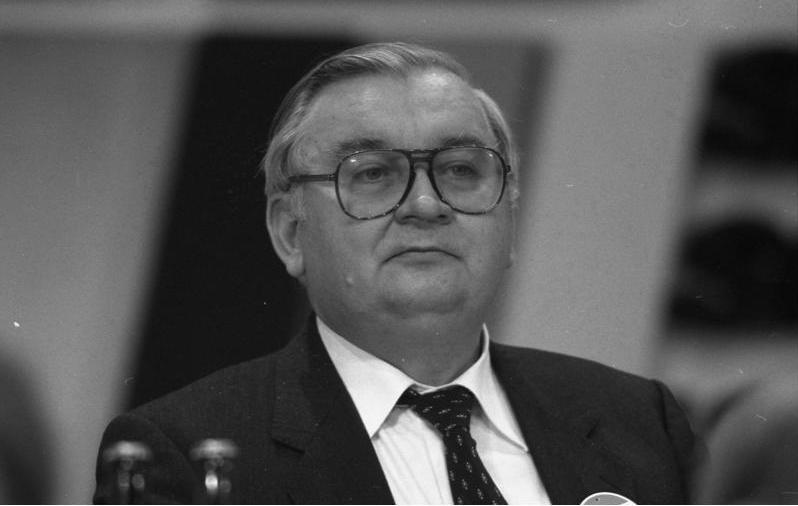
Egon Alfred Klepsch

Egon Alfred Klepsch (Děčín, 30 januari 1930 - Koblenz, 18 september 2010) was een Duits politicus en Europarlementariër. Tussen 1963 en 1969 was hij voorzitter van de Junge Union, de jongerenorganisatie van de CDU en de CSU.
Klepsch was lid van de CDU, die onderdeel uitmaakt van de Europese Volkspartij. Van 1992 tot 1994 was hij voorzitter van het Europees Parlement.